# Dani Luna
Chloe Smith (ur. 2 marca 1999 w dzielnicy Croydon w Londynie) – angielska wrestlerka, występująca pod pseudonimem ringowym Dani Luna. W 2023 r. podpisała kontrakt zawodniczy z amerykańską federacją Total Nonstop Action Wrestling (TNA). W 2024 r. zdobyła tam mistrzostwo tag teamowe kobiet wraz z Jody Threat w drużynie nazwanej Spitfire. W latach 2019–2022 występowała w World Wrestling Entertainment (WWE) w brandzie NXT UK.

## Mistrzostwa i osiągnięcia
- Dragon Pro Wrestling
  - Celtic Crown Women’s Championship (1 raz)[5]
- Pro Wrestling Chaos
  - All Wales Championship (1 raz)[5]
  - Maiden of Chaos Championship (1 raz)[5]
- Pro Wrestling Illustrated
  - PWI umieściło ją na 87. miejscu rankingu wrestlerek PWI Women’s 100 w 2020 r.[6]
- Pro Wrestling Soul
  - Soul Women’s Championship (1 raz)[5]
  - Soul Women’s Championship Tournament (2019)[7]
- Revolution Pro Wrestling
  - RevPro British Women’s Championship (1 raz)[5]
  - Southside Women’s Championship (1 raz)[5]
- Total Nonstop Action Wrestling
  - TNA Knockouts World Tag Team Championship (1 raz) – z Jody Threat